# Eusebia Severiano Garcia
Eusebia Severiano García (San José Independencia, Oaxaca) es una poeta, activista, intérprete y escritora mexicana.

## Trayectoria
Desde pequeña se familiarizó con la lengua mazateca y la cultura de su pueblo. A temprana edad, migró a la Ciudad de México junto a su familia, donde aprendió a hablar español, lo que le permitió desenvolverse en dos mundos: el de su comunidad indígena y el de la sociedad urbana.

## Obra
Su obra poética se caracteriza por la fuerza con la que expresa la cosmovisión indígena, la defensa de los derechos de los pueblos indígenas y la reivindicación de la lengua mazateca.
Gran parte de su producción poética se transmite de forma oral, siendo recitada en diversos foros y eventos culturales. Su participación en espacios de oratoria le ha permitido compartir su trabajo con un público amplio y conectar con otras voces indígenas.

## Activismo
Su conocimiento del español y del mazateco le ha permitido brindar apoyo a personas de su comunidad que enfrentan procesos legales. Su compromiso con la justicia social la ha convertido en una figura clave en la lucha por los derechos de los pueblos originarios. Se destaca como una ombudsperson al ser defensora de los derechos humanos, colaborando con autoridades para garantizar la procuración de justicia en lengua materna.

## Reconocimientos
Eusebia ha sido reconocida por su importante labor como poeta y defensora de los derechos indígenas. Su trabajo ha contribuido a la visibilización de la cultura mazateca y a la defensa de los derechos de los pueblos originarios. Su legado se extiende a las nuevas generaciones de poetas indígenas que encuentran en su obra una fuente de inspiración y un ejemplo de compromiso social.